# Francisco Magro Espí
Francisco Magro Espí (Crevillent, 23 d'agost de 1949) és un polític valencià, diputat a les Corts Valencianes durant la II Legislatura.
Titulat en enginyeria industrial, fou secretari d'Alianza Popular i portaveu del grup municipal a Crevillent després de les eleccions municipals espanyoles de 1983. Fou elegit diputat a les eleccions a les Corts Valencianes de 1987. De 1987 a 1991 fou president de la Comissió d'Economia, Pressupostos i Hisenda de les Corts Valencianes.